# Unbyn
Unbyn (lulesamiska: Uvnnabivnna) är en tätort i Bodens kommun. Byn ligger på Luleälvens södra strand där Bodens kommun gränsar mot Luleå kommun. Grannbyn Avan nedströms älven tillhör således Luleå. Två kända personer som har bott i Unbyn är hockeyspelaren Niclas Wallin och radioprofilen Lena Callne. Söder om byn ligger Flygvapnets tidigare flygbas Unbyns flygbas.

## Befolkningsutveckling

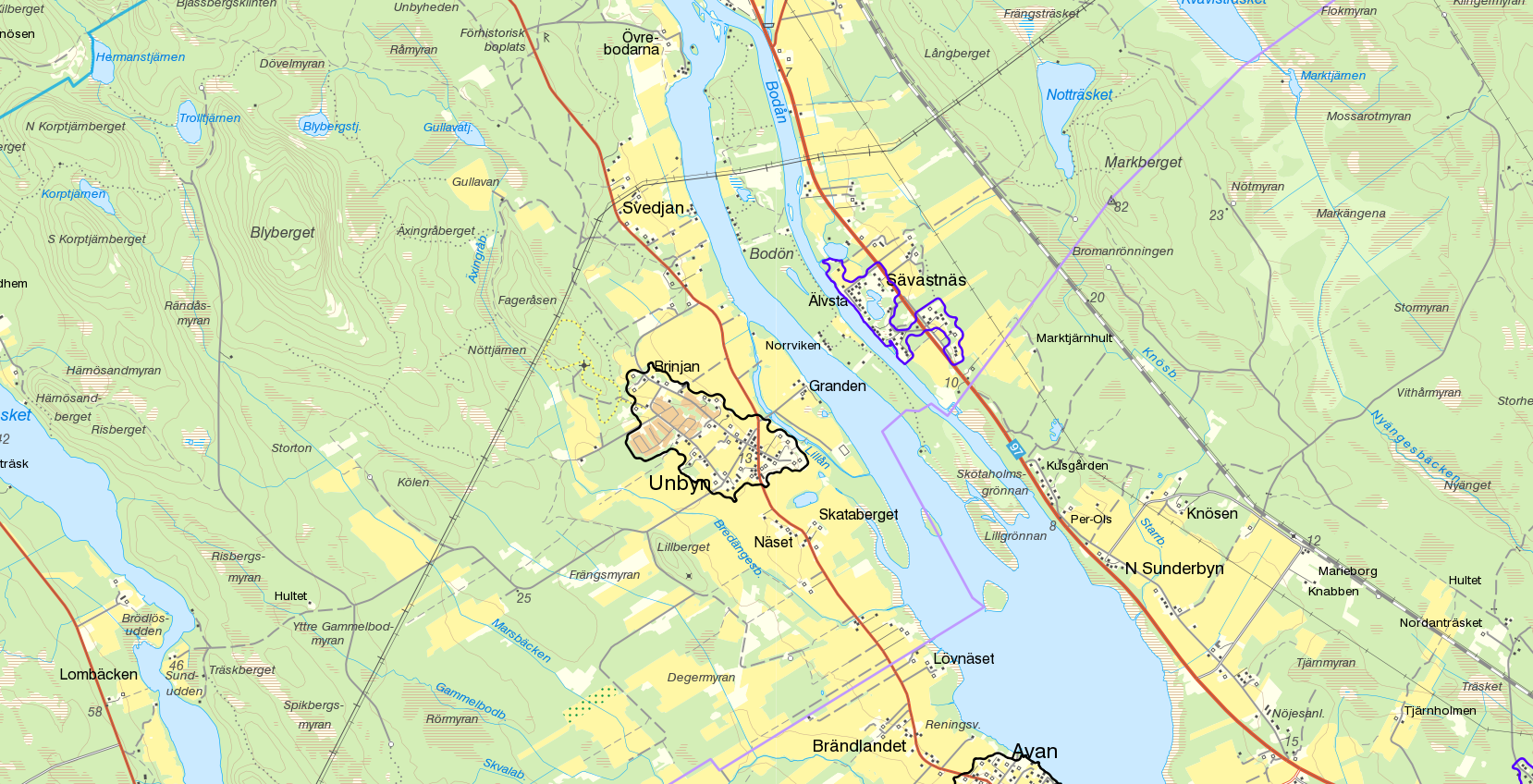
Den av Statistiska centralbyrån avgränsade tätorten Unbyn, med gränserna från tätortsavgränsningen 2015. På kartan syns även småorten Sävastnäs i Bodens kommun och tätorten Avan i Luleå kommun.

| Befolkningsutvecklingen i Unbyn 1960–2020                         | Befolkningsutvecklingen i Unbyn 1960–2020 | Befolkningsutvecklingen i Unbyn 1960–2020 | Befolkningsutvecklingen i Unbyn 1960–2020 | Befolkningsutvecklingen i Unbyn 1960–2020 |
| ----------------------------------------------------------------- | ----------------------------------------- | ----------------------------------------- | ----------------------------------------- | ----------------------------------------- |
|                                                                   |                                           |                                           |                                           |                                           |
| År                                                                |                                           |                                           | Folkmängd                                 | Areal (ha)                                |
| 1960                                                              | 1960                                      |                                           | 196                                       | ¤                                         |
| 1990                                                              | 1990                                      |                                           | 456                                       | 75                                        |
| 1995                                                              | 1995                                      |                                           | 482                                       | 75                                        |
| 2000                                                              | 2000                                      |                                           | 496                                       | 75                                        |
| 2005                                                              | 2005                                      |                                           | 481                                       | 75                                        |
| 2010                                                              | 2010                                      |                                           | 468                                       | 75                                        |
| 2015                                                              | 2015                                      |                                           | 449                                       | 93                                        |
| 2020                                                              | 2020                                      |                                           | 448                                       | 93                                        |
| Anm.: Ny tätort 1990 ¤ Som tätortsbebyggelse med 150-199 invånare |                                           |                                           |                                           |                                           |